# Diocesi di Pinhel

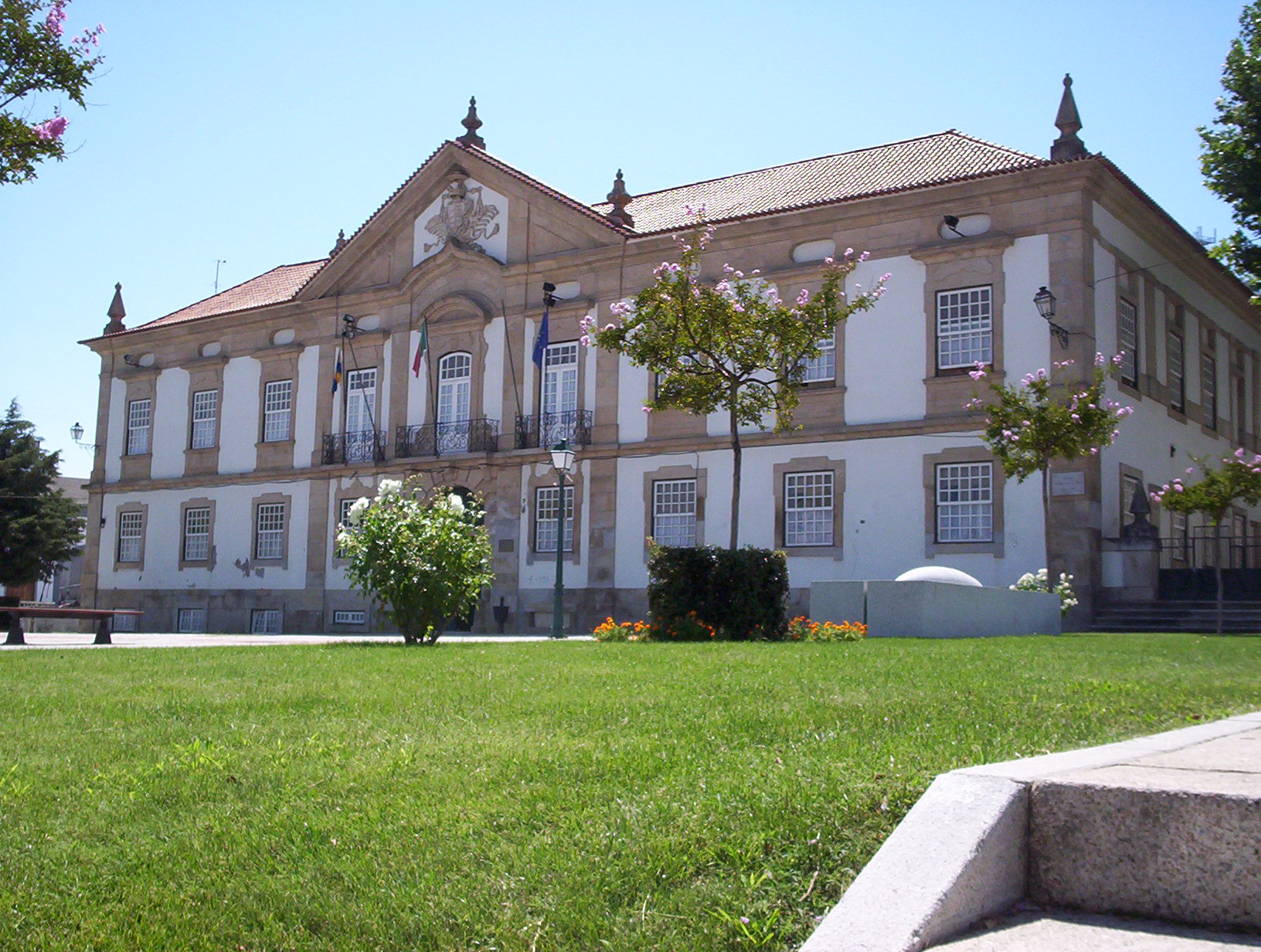
Il palazzo episcopale di Pinhel, costruito durante l'episcopato di José António Pinto de Mendonça Arrais.

La diocesi di Pinhel (in latino: Dioecesis Pinhelensis) è una sede soppressa e sede titolare della Chiesa cattolica.

## Storia
La diocesi di Pinhel fu eretta il 10 luglio 1770 con il breve Apostolicae Sedi di papa Clemente XIV, ricavandone il territorio dalle diocesi di Lamego e di Viseu, e fu resa suffraganea dell'arcidiocesi di Braga. Nello stesso anno Pinhel conseguì lo status di città in forza di un atto di Giuseppe I.
La diocesi fu eretta su pressione del re portoghese e del suo potente primo ministro, il marchese di Pombal, la cui politica ecclesiastica, che portò in quegli stessi anni alla fondazione di diverse diocesi nel regno, mirava a riedificare la Chiesa dopo l'espulsione dei Gesuiti dal Paese e a risollevare il prestigio della politica lusitana, che era stata messa in crisi all'estero proprio in seguito alla soppressione della Compagnia di Gesù, la cui opera missionaria era stata fondamentale per la costituzione delle Chiese nei territori coloniali portoghesi.
La bolla di erezione prevedeva che la diocesi fosse composta di 133 parrocchie sottratte alla diocesi di Lamego e di altre 92 sottratte alla diocesi di Viseu, per un totale di 225 parrocchie. Tuttavia il marchese di Pombal ritenne che fossero troppe le parrocchie della nuova diocesi; e così, con un decreto del 18 settembre 1773, ridusse da 133 a 50 le parrocchie sottratte a Lamego. La nuova diocesi si trovò così costituita di 142 parrocchie, comprensiva del territorio di Ribacôa (sottratto a Lamego) e degli arcipresbiterati di Castelo Mendo, Pinhel e Trancoso (sottratti a Viseu).
Furono cinque i vescovi nominati per questa diocesi. João Rafael de Mendonça non prese mai possesso della sede e fu ben presto trasferito a Porto. Il suo successore, Cristóvão de Almeida Soares, governò per nove anni, ma senza porre in atto le necessarie strutture diocesane ed ecclesiastiche. José António Pinto de Mendonça Arrais fece costruire un sontuoso palazzo episcopale, nel quale organizzò un pre-seminario, con i corsi base del curriculum teologico. Bernardo Bernardino Beltrão Freire e Leonardo de Sousa Brandão vissero per la maggior parte del tempo in esilio, il primo a causa dell'invasione francese ed il secondo per l'opposizione della politica liberale del governo portoghese dell'Ottocento. Alla sua morte, la diocesi non ebbe più vescovi e fu affidata a vicari generali.
Con la bolla Gravissimum Christi di papa Leone XIII del 30 settembre 1881 la diocesi fu soppressa ed il suo territorio incorporato in quello della diocesi di Guarda.
Dal 1969 Pinhel è annoverata tra le sedi vescovili titolari della Chiesa cattolica; dal 10 ottobre 2020 il vescovo titolare è Roberto Ferrari, vescovo ausiliare di Tucumán.

## Cronotassi

### Vescovi
- João Rafael de Mendonça, O.S.H. † (17 giugno 1771 - 29 luglio 1771 nominato vescovo di Porto)
- Cristóvão de Almeida Soares † (8 marzo 1773 - 11 febbraio 1782 deceduto)
- José António Pinto de Mendonça Arrais † (16 dicembre 1782 - 18 dicembre 1797 nominato vescovo di Guarda)
- Bernardo Bernardino Beltrão Freire † (18 dicembre 1797 - 19 luglio 1828 deceduto)
- Leonardo de Sousa Brandão † (17 dicembre 1832 - 9 aprile 1838 deceduto)
  - Sede vacante (1838-1881)

### Vescovi titolari
- Thomas Kiely Gorman † (22 agosto 1969 - 21 gennaio 1971 dimesso)
- Mervyn Alban Alexander † (8 marzo 1972 - 20 dicembre 1974 nominato vescovo di Clifton)
- Hugo Mark Gerbermann, M.M. † (22 luglio 1975 - 19 ottobre 1996 deceduto)
- Manuel José Macário do Nascimento Clemente (6 novembre 1999 - 22 febbraio 2007 nominato vescovo di Porto)
- Guillermo Martín Abanto Guzmán (30 gennaio 2009 - 30 ottobre 2012 nominato ordinario militare del Perù)
- Jorge Estrada Solórzano (28 maggio 2013 - 11 maggio 2019 nominato vescovo di Gómez Palacio)
- Roberto Ferrari, dal 10 ottobre 2020